# يورام بومان
يورام بومان (بالإنجليزية: Yoram Bauman)‏ هو اقتصادي أمريكي، ولد في 19 نوفمبر 1973.